# Biserica Sfântul Nicolae din Izvorani
Biserica "Sfântul Nicolae" din Izvorani este o biserică ctitorită în anul 1838 de frații Pătrulești și Gamiloiu în satul Izvorani, localitate componentă a orașului Ștefănești (județul Argeș). Ea se află situată la o distanță de 7,5 km est de municipiul Pitești. Biserica a fost pictată de pictorul Gheorghe Belizarie în anul Marii Uniri, 1918. 

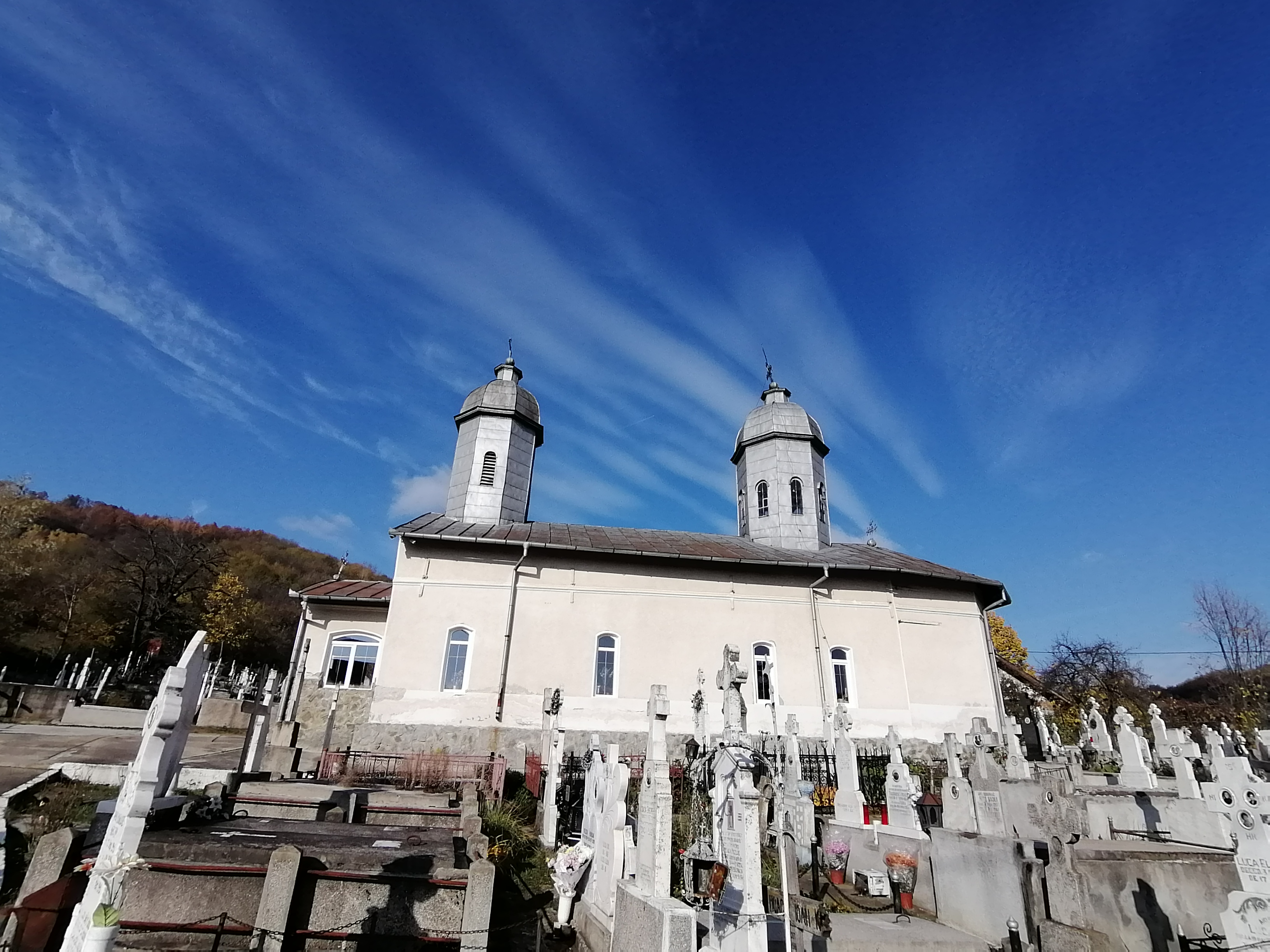
Biserica Sfântul Nicolae din Izvorani

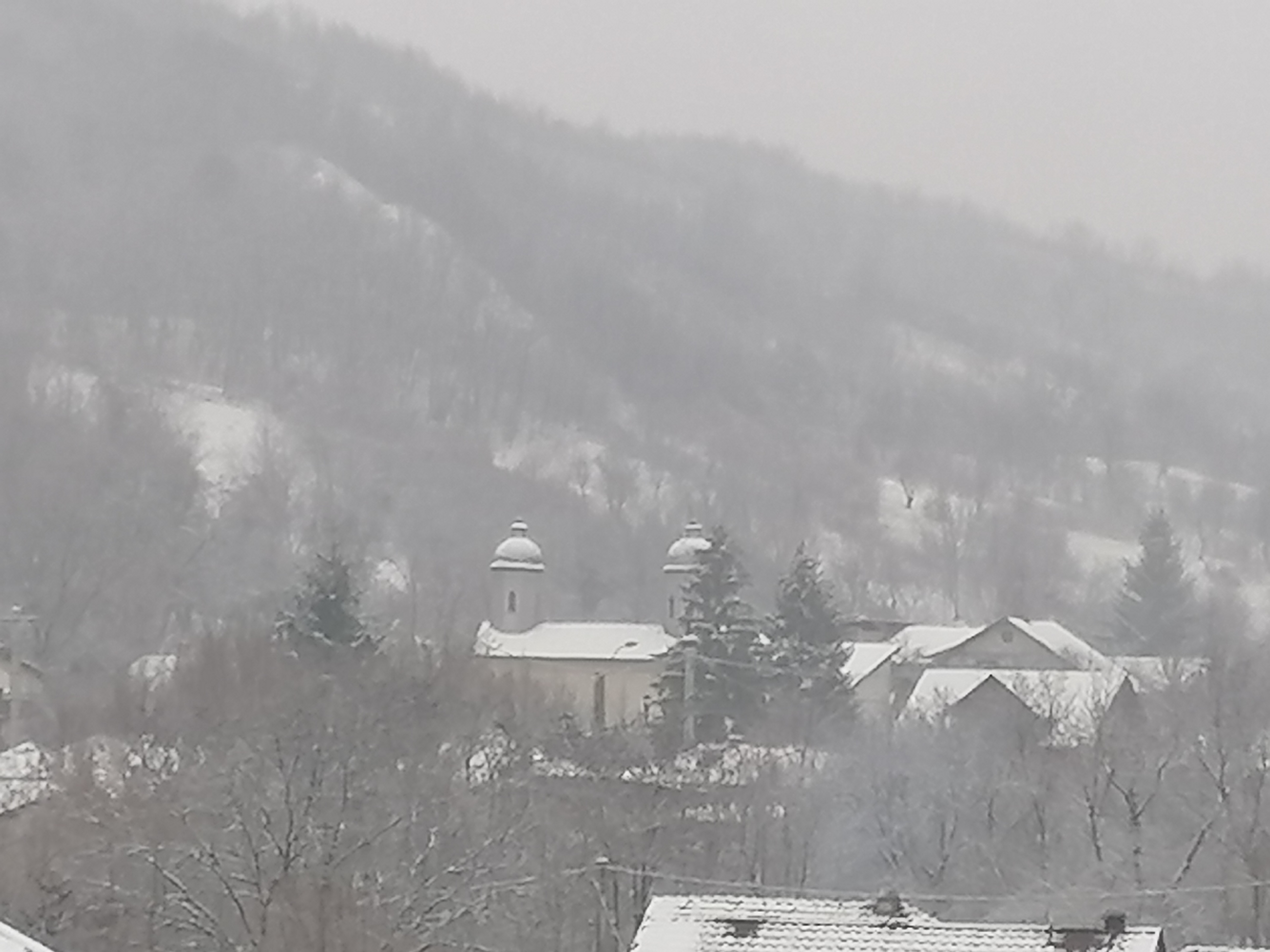
Biserica în timpul iernii

## Armata roșie în biserică
În momentul în care rușii au intrat în țară, spre sfârșitul celui de-al doilea război mondial, ocupând satul Izvorani, au făcut un atelier de tâmplărie în biserică. Sătenii povestesc că într-o zi, unul dintre rușii din biserică, amețit de băutură și supărat de asemănarea izbitoare cu ultimul țar, Nicolae al II-lea, a tras cu pistolul în pictura regelui Ferdinand de la intrarea în biserică. 